# Neuronema flavum
Neuronema flavum är en insektsart som beskrevs av Krüger 1922. Neuronema flavum ingår i släktet Neuronema och familjen florsländor. Inga underarter finns listade i Catalogue of Life.